# Space Research and Remote Sensing Organization
Space Research and Remote Sensing Organization (SPARRSO) är Bangladeshs myndighet ansvarig för rymdfart.